# عقارب (تونس)
عقارب (به عربی: عقارب) یک منطقهٔ مسکونی در تونس است که در استان صفاقس واقع شده‌است. عقارب ۱۱٬۵۱۳ نفر جمعیت دارد.